# نمایه استنادی علوم مواد
نمایه استنادی علوم مواد (به انگلیسی: Materials Science Citation Index)، یک نمایه استنادی است که در سال ۱۹۹۲ توسط تامسون رویترز ایجاد شد.
تمرکز کلی آن مرجع، جستجوی ادبیات مجله قابل توجه و مهم، در علم مواد ذکر شده است. این پایگاه داده، دسترسی به خواص مختلف، رفتارها، و مواد در علم مواد را ایجاد می‌کند. و شامل فیزیک کاربردی، سرامیک، مواد کامپوزیت، فلزات و متالورژی، مهندسی پلیمر، نیمه هادی‌ها، فیلم‌های نازک، بیومواد، فناوری دندان، و... است.
شاخص بانک اطلاعاتی مواد مربوط به اطلاعات علم از بیش از ۶،۰۰۰ مجلات علمی که بخشی از پایگاه داده ISI که چند رشته‌ای است، می‌باشد.
همچنین این پایگاه از طریق نمایه استنادی علوم مجموعه‌ای از پایگاه داده گسترده در دسترس است.